# Monte Viso
Monte Viso (okcitánsky Mont Vísol, francouzsky Mont Viso, piemontsky Brich Monviso, 3841 m n. m.) je nejvyšší hora Kottických Alp. Leží na území Itálie v regionu Piemont nedaleko francouzských hranic. Je nejjižnější tříapůltisícovkou Alp. Převyšuje všechny svoje horské sousedy o nejméně 500 m a z východní italské strany má pravidelný kónický tvar. Jeho typická silueta je viditelná z velké vzdálenosti. Na úpatí Monte Visa pramení řeka Pád.
Jako první na vrchol vystoupili 30. srpna 1861 William Mathews, Frederic Jacomb, Michel Croz a Jean Baptiste Croz.

## Biosférická rezervace
Oblast masívu Monte Visa, zahrnující území na italské i francouzské straně, byla v roce 2013 zapsána jako přeshraniční biosférická rezervace (Transboundary Biosphere Reserve) na seznam biosférických rezervací UNESCO. Správa rezervace o rozloze 293 916,7 ha sídlí ve městě Saluzzo.

## Horská turistika
Normální a prakticky jediná snáze přístupná výstupová trasa vede asi 800 m vysokou jižní stěnou, přes bivak Andreotti (3277 m). Jedná se o strmý skalní výstup, na němž jsou místy pasáže II. stupně horolezecké obtížnosti. Stezka začíná na chatě Quintino Sella u jezera Lago Grande di Viso (2640 m) na východní straně hory, obchází ji z jihovýchodu a pokračuje pod jižní stěnu. Nástup na Normální cestu je možný také z francouzské strany přes sedlo Passo di Vallanta a chatu Rifugio Vallanta. Výstup od chaty Sella si vyžádá obvykle 5 – 6 hodin, návrat zpět asi 4 hodiny. Nejvhodnější přístup k této chatě je od konce silnice v lokalitě Pian del Re a trvá asi 2 hodiny.
V okolí Monte Viso je vytyčena zajímavá a populární okružní trasa zvaná Giro di Viso. Obvyklé místo startu je Pian del Re a trasu lze absolvovat oběma směry. Obvyklý pochodový čas se pohybuje okolo 20 hodin, na trase je rozmístěno 5 horských chat. Trasu tak lze absolvovat obvykle za 3 dny. Zajímavostí trasy je průchod skalním tunelem Buco di Viso dlouhým 75 metrů, vedoucím z italské na francouzskou stranu, který byl ručně proražen v letech 1479-1480.